# Трея
Трея (V век) — католическая святая, ирландская отшельница, память 3 августа.
Святая Трея (др.‑ирл. Trea), дочь Кайртенна, короля Дал Арайде, ирландская отшельница, обратилась в христианство молитвами св. Патрика. Согласно легенде, изложенной в «Трёхчастном житии святого Патрика», Треа была благословена святым Патриком ещё во чреве своей матери Моган. Оставив мирскую жизнь, св. Трея окончала свои дни в затворничестве в Ард Треа, современное Ардтри (Ardtrea), графство Дерри, Ирландия.

Святой Патрик благословил покрывало на её голове, как он и предсказал. Тогда ангелы принесли покрывало с неба и возложили ей на голову так, что оно спускалось вниз, на глаза. И Патрик стал поднимать покрывало. «Почему же, — спросила Трея, — ему не остаться так, как его возложили?» — «Хорошо», — сказал Патрик. С тех пор в своей жизни она не видела уже ничего, кроме того, что видела через это покрывало. — "Трёхчастное житие святого Патрика"
О почитании святой Треи, дочери Кайртенна 3 августа упоминают «Мартирология Таллахта», «Мартирология О’Гормана» и «Мартирология Донегола». «Мартирология О’Гормана» называет её «молчаливо-прекрасной» (др.‑ирл. tó-bán): возможно, она не только носила на лице покрывало, но и дала обет молчания.
В приходе Ардтри существует часовня святой Треи и начальная школа святой Треи для детей из католических семей.